# Поместье Нисё
Поместье Нисё (дат. Nysø Manor) — усадьба, расположенная недалеко от Престё на юго-востоке датского острова Зеландия. Здание было построено в 1673 году для Йенса Лауридсена, местного чиновника. Сейчас здесь хранится коллекция Торвальдсена — группа работ датского скульптора Бертеля Торвальдсена, который жил и работал здесь в последние годы своей жизни.

## Архитектура
Первая усадьба в Дании, спроектированная в стиле барокко, построена из красного кирпича и песчаника с красной черепичной крышей и гранитным цоколем в качестве фундамента. Считается, что это работа мастера Эверта Янсена, который, вероятно, также построил дворец Шарлоттенборг в Копенгагене вскоре после этого.
Дом состоит из главного корпуса с 11 пролётами и боковых крыльев на севере с входом между ними. Центральные выступы с северной и южной сторон украшены четырьмя ионическими пилястрами, которые поддерживают треугольные фронтоны. На северной стороне находятся часы с двумя фигурами, колокола которых отбивают каждый час.

## Состояние
Изначально все здание окружал ров, но в 1780 году ров с северной стороны был засыпан, чтобы разместить усадебные постройки. Коллекция Торвальдсена размещается в одном из зданий из красного кирпича на востоке.
Усадьба Нисё простирается на 1041 гектар и включает в себя Юнгсховедгаард, Кристинелунд, Хенриклунд и Марианнелунд.

## Золотой век
Нисё особенно известен своей ролью в Датском Золотом веке начала-середины XIX века, когда барон Хенрик Стампе и его жена Кристина Стампе принимали у себя многих известных писателей и художников, включая Ханса Кристиана Андерсена и скульптора Торвальдсена. Последний провёл здесь бо́льшую часть своих последних шести лет жизни, в доме и в саду у него была мастерская. Сегодня в Нисё находится коллекция Торвальдсена, которая открыта для посетителей с мая и до конца лета.

## Коллекция Торвальдсена
Коллекция Торвальдсена открыта для посетителей с 12 до 16 часов по субботам и воскресеньям с 1 мая по 31 августа. В коллекции представлены глиняные модели, скульптуры и рисунки Торвальдсена, а также работы других знаменитых посетителей.

## Список владельцев
- (1670—1687) Йенс Лауридсен.
- (1687—1707) Барбара Вилдерс.
- (1707—1709) Анна Маргрете Лауридсдаттер Лауридсен.
- (1709—1742) Иоганн Николаус Фойгт.
- (1742—1761) Катрин Кристин фон Гольштейн.
- (1761—1763) Густав Фредерик Хольк.
- (1763—1785) Хенрик Адам Брокенхус.
- (1785—1795) Нильс Лунде Рейерсен.
- (1795—1800) Петер Теструп.
- (1800—1826) Хольгер Стампе.
- (1826—1892) Хенрик Стампе.
- (1892—1904) Хольгер Стампе.
- (1904—1925) Хенрик Стампе.
- (1925—1934) Семья Стампе.
- (1934—1960) Биргитте Стампе.
- (1960—1990) Питер Стампе Хольст.
- (1990—2010) Питер Стампе Хольст / Марианна Тёмсен.
- (2010—н. в.) Марианна Тёмсен.